# Castranova
Castranova est une commune roumaine située dans le județ de Dolj.